# Javier Guízar Macías
Francisco Javier Guízar Macías (Ahualulco de Mercado, Jalisco, 15 de mayo de 1964) es un político mexicano, miembro actual del partido Movimiento Regeneración Nacional (Morena) y con anterioridad del Partido Revolucionario Institucional (PRI). Ha sido en dos ocasiones diputado federal y en una diputado al Congreso de Jalisco.

## Biografía
Es ingeniero agrónomo por la Universidad de Guadalajara, maestro en Administración Pública por el Instituto Ortega y Gasset de Madrid; y doctor en Ciencia Política por la Universidad de Salamanca, España. Tiene estudios de diplomados en Mejoramiento genético de la caña de Azúcar; y en Finanzas por el Instituto Nacional de Administración Pública (INAP).
En 1989 fue secretario general del comité regional campesino de la Confederación Nacional Campesina (CNC) en Jalisco, y de 1991 a 1992 fue integrante de la dirección nacional de la CNC. En las elecciones estatales de 1992 es postulado candidato del PRI y elegido presidente municipal de Ahualulco de Mercado para el periodo de dicho año al de 1995, paralemente durante ese mismo periodo fue dirigente nacional del Frente Juvenil Revolucionario del PRI. En 1994 solicita licencia al cargo de presidente municipal para ser candidato del PRI a diputado federal por el Distrito 17 de Jalisco, resultando elegido para la LVI Legislatura que culmina en 1997 y en la que fue presidente de la comisión de Deporte: e integrante de las comisiones de Asuntos de la Juventud; de Ciencia y Tecnología; de Administración; de Asuntos Editoriales; y, de Defensa Nacional.
Al terminar el cargo, de 1997 a 2000 fue director general de Gobierno de la Secretaría de Gobernación durante las gestiones de los secretarios Emilio Chuayffet Chemor y Francisco Labastida Ochoa. Ocupó también los cargos de presidente del comité municipal del PRI y presidente del Frente Juvenil Revolucionario, ambos en Zapopan. En las elecciones estatales de Jalisco de 2000 es elegido diputado por el Distrito 1 local a la LVI Legislatura del Congreso del Estado de Jalisco.
Pidió licencia a este cargo, para ser en 2003 candidato del PRI a diputado federal por el Distrito 1 de Jalisco, logró el triunfo y fue elegido a la LIX Legislatura que concluiría en 2006 y en donde fue secretario de la comisión especial que de seguimiento exhaustivo a las investigaciones realizadas por las autoridades competentes, en el caso del asesinato del Cardenal Posadas Ocampo; e integrante de las comisiones de Ciencia y Tecnología; especial (Tabasco) para obtener información relacionada con la aplicación del programa de fondos federales durante el desarrollo del proceso electoral; especial de investigación sobre el Instituto para la Protección al Ahorro Bancario, IPAB; especial para analizar la situación de la Cuenca Lerma-Chapala; de Relaciones Exteriores; y, de Vigilancia de la Auditoría Superior de la Federación. Solicitó licencia definitiva al cargo el 18 de mayo de 2005.
Tras su solicitud de licencia, busca ser candidato del PRI a Gobernador de Jalisco para las elecciones de 2006, pero dicha candidatura es ganada por Arturo Zamora Jiménez. En 2007 es elegido presidente estatal del PRI, en fórmula junto con Patricia Retamoza Vega; cargo al que renuncia el 29 de abril de 2009, tras ser señalado por diversas irregularidades y ser tomada la sede estatal de partido por quienes exigían su salida. Al llegar a la presidencia de México Enrique Peña Nieto en 2012, es nombrado el 8 de abril de 2013 como delegado de la Secretaría de Agricultura, Ganadería, Desarrollo Rural, Pesca y Alimentación (SAGARPA) en Jalisco, y dejó el cargo el 19 de enero de 2018 para asumir la representación de la CNC en la coordinación de la campaña presidencial de José Antonio Meade Kuribreña.
En 2024 dejó su militancia en el PRI y en las elecciones de ese año es postulado candidato de la coalición Sigamos Haciendo Historia por el Distrito 1 de Jalisco. Triunfó al recibir el 42.60% de los votos, frente al 29.47% de su competidor de Movimiento Ciudadano Enrique Buenrostro Ahued.